# Gotor
Gotor település Spanyolországban,  Zaragoza tartományban. Gotor Sestrica, Aniñón, Jarque, Tierga és Illueca községekkel határos. Lakosainak száma 306 fő (2024).

## Népesség
A település népessége az utóbbi években az alábbiak szerint változott:
| Lakosok száma | 391  | 389  | 392  | 391  | 366  | 347  | 314  | 318  | 290  | 306  |
|               | 2001 | 2004 | 2007 | 2009 | 2012 | 2014 | 2017 | 2019 | 2022 | 2024 |